# La Transfiguració (Rafael)
La Transfiguració (en italià, La trasfigurazione) és una pintura de l'artista renaixentista italià Rafael Sanzio realitzada ca. 1517-1520, dins del període romà de l'artista. Aquesta obra és considerada la seua última pintura, que va deixar inacabada i que es creu va ser completada pel seu alumne Giulio Romano poc després de la mort de Rafael en 1520. És una pintura a l'oli sobre taula, de 405 cm d'alt i 278 cm d'ample. Es conserva a la Pinacoteca Vaticana (Museus Vaticans), a la Ciutat del Vaticà.

## Història de l'obra
Encarregada l'any 1516 pel cardenal Juli de Mèdici, qui fou arquebisbe de Narbona i Climent VII, papa de Roma. En aquella època, Rafael estava treballant en les pintures de les estances vaticanes, en la pintura sobre la vida de Sant Pere, tres palaus i una vil·la. Per tal d'estimular Rafael a atendre l'encàrrec, Juli de Mèdici va encarregar la resurrecció de Llàtzer a Sebastiano del Piombo. De totes maneres, Rafael morí prematurament i deixà l'obra inacabada.
Després de la mort de Rafael, el cardenal va quedar-se amb la pintura en lloc d'enviar-la cap a França, i després la va donar a l'església de San Pietro in Montorio de Roma. El 1774 es va elaborar una còpia de l'obra en mosaic i s'instal·là a la basílica de Sant Pere del Vaticà i el 1797 les tropes franceses es van endur la pintura original a París, però l'any 1815 retornà a Itàlia i s'instal·là al Vaticà, la seva ubicació actual.

## Descripció
La pintura, que expressa la connexió entre Déu i els homes, es divideix en dues parts que presenten dos episodis consecutius de l'evangeli segons Sant Mateu. A la part superior es mostra la Transfiguració de Jesús al Mont Tabor, amb el Crist transfigurat davant d'uns núvols de coloració suau i entre els profetes Moisès i Elies. Les dues figures que apareixen agenollades a l'esquerra són els màrtirs Sant Agapit i Sant Felicíssim, la festivitat dels quals coincideix amb la festa de la transfiguració, el 6 d'agost.
A la part baixa, Rafael pintà l'intent dels apòstols d'exorcitzar un noi. L'acció dels apòstols fou infructuosa fins a l'arribada del Crist recentment transfigurat, qui obrà el miracle. Goethe va comentar: "Els dos són un: cadascun part de l'altre, ambdós interaccionant entre ells.